# Euidotea caeruleotincta
Euidotea caeruleotincta là một loài chân đều trong họ Idoteidae. Loài này được Hale miêu tả khoa học năm 1927.